# Michel Langevin
Pour les articles homonymes, voir Langevin, Famille Langevin et Famille Curie.
Michel Yves Langevin, né le 17 août 1926 à Warluis dans l'Oise et mort le 11 avril 1985 à Paris 5e, est un physicien français, résistant durant la Seconde Guerre mondiale.

## Biographie

### Carrière scientifique et engagements
Ingénieur de la 64e promotion de l'ESPCI, Michel Langevin devient docteur en physique nucléaire en 1955 puis effectue une carrière de chercheur scientifique au CNRS. Il est successivement résistant, syndicaliste (SNESRS-CGT puis SNCS-FEN) et membre du Parti communiste français. Il travaille au laboratoire de Frédéric Joliot au Collège de France, puis devient stagiaire au CNRS à partir d'octobre 1948, chargé de recherche à partir de 1955 et maître de recherche à partir de 1957. Il poursuit sa carrière à l’IPB d’Orsay comme directeur de recherche. 
Membre d’un groupe lycéen du Front national universitaire sous l’Occupation, arrêté le 28 juin 1943, il est transféré à la prison de la Santé puis à la prison des Tourelles pour mineurs, et enfin mis en liberté surveillée. 
Membre de l’UJRF à la Libération et du Parti communiste à partir de 1945 ou 1946, il est secrétaire de la cellule 545 du Ve arrondissement entre 1947 et 1948 puis de la cellule 546 du Collège de France, de 1951 à 1957. Il est membre du bureau national du SNCS-FEN de 1961 à 1968, et membre de la commission Recherche scientifique du Ve Plan[réf. nécessaire]. Il participe dans les années 1950-1980 aux activités de varappe de l'association du Groupe universitaire de montagne et de ski (GUMS) créé par un groupe formé notamment par des étudiants militants ayant appartenu à la Résistance, dont notamment Yves Koechlin, Jacques Labeyrie le premier Président et René Picard qui en faisaient partie à l'époque,. 
Il meurt prématurément le 11 avril 1985 dans le 5e arrondissement de Paris, d'une maladie fulgurante, à l'âge de cinquante-huit ans,.

### Famille

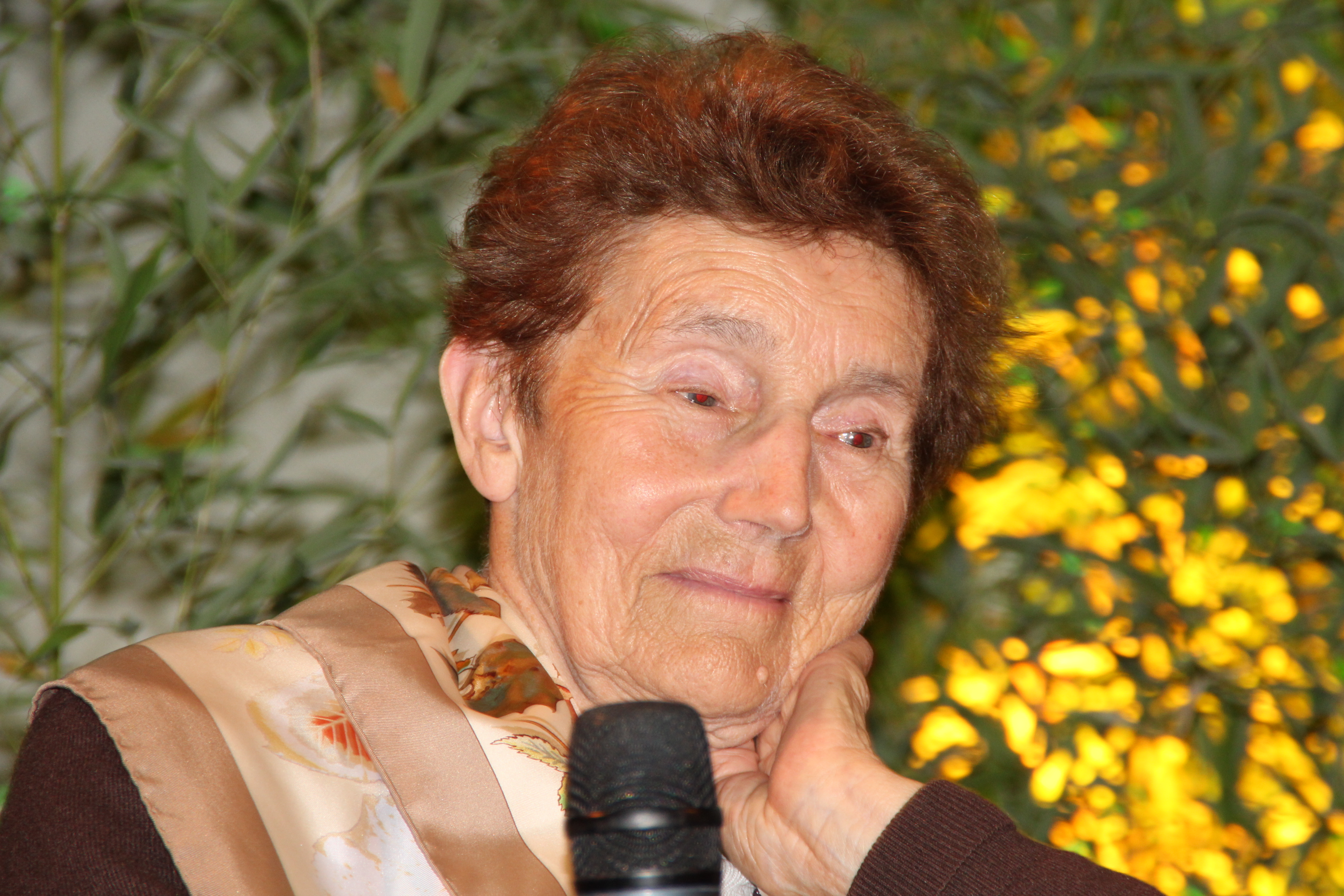
Hélène Langevin-Joliot, en 2012.

Michel Langevin est le fils d’André Langevin et le petit-fils de Paul Langevin, comme lui anciens élèves de l’École supérieure de physique et de chimie industrielles de la ville de Paris (ESPCI). 
Il est marié civilement avec Hélène Joliot-Curie, devenue Hélène Langevin-Joliot, ingénieur de l’ESPCI elle aussi, en novembre 1948. 
Ils ont eu deux enfants, Françoise et Yves, astrophysicien au CNRS.

## Publications scientifiques
- Étude de l'effet Mössbauer dans FeCl3, 6H2O cristallin et vitreux, Journal de physique, 1963.
- « Étude de l'excitation et de l'auto-ionisation du cortège électronique accompagnant la capture K de 71Ge », Journal de physique et du radium, vol. 19,‎ janvier 1958, p. 34-35 (lire en ligne)
- Contribution à l'étude de la désintégration nucléaire par capture électronique, cas de 133Ba et de 71Ge, thèse de doctorat de sciences physiques, Faculté des sciences de Paris, 1956. (lire en ligne)
- La capture d'électrons L et les rendements de fluorescence K, discussions des derniers résultats expérimentaux, Journal de physique, 1956.
- Mesure au compteur proportionnel du rapport capture L/capture K du 79Kr, Journal de physique, 1955.
- Contribution à l'étude de la diffusion inélastique des photons par les états de la résonance générale du Si²⁸ et du Mg²⁴
- Contribution à l'étude de la polarisation des protons émis dans la réaction N¹⁴(d,p)N¹⁵